# Rieux-de-Pelleport
Rieux-de-Pelleport település Franciaországban, Ariège megyében. Lakosainak száma 1261 fő (2022. január 1.). Rieux-de-Pelleport Artix, Benagues, Crampagna, Loubens, Saint-Bauzeil, Saint-Jean-du-Falga és Varilhes községekkel határos.

## Népesség
A település népessége az elmúlt években az alábbi módon változott:
| Lakosok száma | 292  | 477  | 700  | 1063 | 1271 | 1300 | 1304 | 1284 | 1270 | 1261 |
|               | 1968 | 1982 | 1990 | 2006 | 2013 | 2015 | 2017 | 2019 | 2020 | 2022 |